# Football Club des Girondins de Bordeaux 2019-2020 (femminile)
Questa voce raccoglie le informazioni riguardanti la squadra femminile del Football Club des Girondins de Bordeaux nelle competizioni ufficiali della stagione 2019-2020.

## Divise e sponsor
Lo sponsor tecnico per la stagione 2019-2020 è Puma, mentre lo sponsor ufficiale è Bistro Régent. La prima tenuta è blu a tinta unita tranne per degli inserti bianchi su maglia e calzettoni e una V bianca sul petto.
| Casa | Trasferta |

## Organigramma societario
Area tecnica
- Allenatore: Pedro Martínez Losa
- Vice allenatore:
- Preparatore dei portieri:
- Preparatore atletico:
- Medico sociale:
- Fisioterapista:
- Coordinatore:

## Rosa
Rosa e numerazione come da sito ufficiale e statsfootofeminin.fr.
| N. |                          | Ruolo | Calciatrice       |
| -- | ------------------------ | ----- | ----------------- |
| 1  | Nuova Zelanda (bandiera) | P     | Erin Nayler       |
| 3  | Francia (bandiera)       | D     | Estelle Cascarino |
| 4  | Canada (bandiera)        | D     | Vanessa Gilles    |
| 5  | Brasile (bandiera)       | D     | Kathellen Sousa   |
| 6  | Francia (bandiera)       | C     | Charlotte Bibault |
| 7  | Francia (bandiera)       | C     | Ghoutia Karchouni |
| 8  | Francia (bandiera)       | A     | Emelyne Laurent   |
| 9  | Giamaica (bandiera)      | A     | Khadija Shaw      |
| 10 | Francia (bandiera)       | A     | Claire Lavogez    |
| 11 | Francia (bandiera)       | A     | Ouleymata Sarr    |
| 12 | Francia (bandiera)       | A     | Mylaine Tarrieu   |

| N. |                     | Ruolo | Calciatrice       |
| -- | ------------------- | ----- | ----------------- |
| 14 | Francia (bandiera)  | C     | Inès Jaurena      |
| 15 | Francia (bandiera)  | A     | Maëlle Garbino    |
| 18 | Francia (bandiera)  | A     | Viviane Asseyi    |
| 19 | Francia (bandiera)  | C     | Sophie Istillart  |
| 20 | Francia (bandiera)  | D     | Julie Thibaud     |
| 21 | Svizzera (bandiera) | C     | Camille Surdez    |
| 22 | Francia (bandiera)  | D     | Delphine Chatelin |
| 23 | Francia (bandiera)  | D     | Andréa Lardez     |
| 24 | Francia (bandiera)  | D     | Marine Perea      |
| 28 | Francia (bandiera)  | C     | Axelle Touzeau    |
| 30 | Francia (bandiera)  | P     | Romane Bruneau    |

## Calciomercato

### Sessione estiva
| Acquisti | Acquisti           | Acquisti        | Acquisti    |
| R.       | Nome               | da              | Modalità    |
| -------- | ------------------ | --------------- | ----------- |
| D        | Estelle Cascarino  | Paris FC        |             |
| C        | Charlotte Bilbault | Paris FC        |             |
| C        | Inès Jaurena       | Paris FC        |             |
| A        | Emelyne Laurent    | Olympique Lione | in prestito |
| A        | Ouleymata Sarr     | Lilla           |             |
| A        | Khadija Shaw       | Florida Krush   |             |

| Cessioni | Cessioni | Cessioni | Cessioni |
| R.       | Nome     | a        | Modalità |
| -------- | -------- | -------- | -------- |
|          |          |          |          |

### Sessione invernale
| Acquisti | Acquisti | Acquisti | Acquisti |
| R.       | Nome     | da       | Modalità |
| -------- | -------- | -------- | -------- |
|          |          |          |          |

| Cessioni | Cessioni        | Cessioni        | Cessioni      |
| R.       | Nome            | a               | Modalità      |
| -------- | --------------- | --------------- | ------------- |
| A        | Emelyne Laurent | Olympique Lione | fine prestito |

## Risultati

### Division 1

#### Girone di andata
| Arbitro: | Coppola |

|                                                   |           |             |
| Sevecke 5’ (aut.) Shaw 75’, 90’ Asseyi 82’ (rig.) | Marcatori | 79’ Makanza |

| Arbitro: | Maubacq |

|  |           |                        |
|  | Marcatori | 43’, 68’ Shaw 76’ Sarr |

| Arbitro: | Soriano |

|            |           |  |
| Asseyi 80’ | Marcatori |  |

| Arbitro: | Beyer |

|                                 |           |  |
| Katoto 42’ Geyoro 43’ Nadim 70’ | Marcatori |  |

| Arbitro: | Soriano |

|          |           |                         |
| Shaw 17’ | Marcatori | 62’ Peniguel 65’ Fleury |

| Arbitro: | Coppola |

|                                    |           |  |
| Asseyi 16’, 37’ (rig.) Laurent 62’ | Marcatori |  |

| Arbitro: | Maubacq |

|                                                      |           |  |
| Henry 19’ Hegerberg 44’ Parris 45’ van de Sanden 79’ | Marcatori |  |

| Arbitro: | Beyer |

|                                                 |           |            |
| Karchouni 10’ Asseyi 73’ Lavogez 83’ Shaw 90+3’ | Marcatori | 16’ Cambot |

| Arbitro: | Rehe |

|  |           |                                             |
|  | Marcatori | 23’ (aut.) Lerond 53’, 84’ Shaw 78’ Lavogez |

| Arbitro: | Maubacq |

|  |           |                                        |
|  | Marcatori | 34’ Shaw 41’ Asseyi 73’ (aut.) Prießen |

| Arbitro: | Soriano |

|                       |           |  |
| Asseyi 5’, 49’ (rig.) | Marcatori |  |

#### Girone di ritorno
| Arbitro: | Bartnik |

|             |           |                                     |
| Salomon 76’ | Marcatori | 7’ Lavogez 57’, 67’ Sarr 79’ Asseyi |

| Le Bouscat 19 gennaio 2020, ore 15:00 CET 13ª giornata | Bordeaux     | 0 – 0 referto | Olympique Lione | Stade Sainte-Germaine - J. Chatenet (1 821 spett.)\| Arbitro: \| Di Benedetto \| |
| Arbitro:                                               | Di Benedetto |               |                 |                                                                                  |

| Arbitro: | Maubacq |

|              |           |  |
| Chatelin 54’ | Marcatori |  |

| Arbitro: | Beyer |

|  |           |                |
|  | Marcatori | 7’, 83’ Asseyi |

| Arbitro: | Collin |

|  |           |                                  |
|  | Marcatori | 6’ Asseyi 13’ Shaw 33’, 82’ Sarr |

| Le Bouscat 15 marzo 2020, ore 17:30 CET 17ª giornata | Bordeaux | – Annullata | Metz | Stade Sainte-Germaine |

| 28 marzo 2020, ore CET 18ª giornata | Montpellier | – Annullata | Bordeaux |  |

| Le Bouscat 4 aprile 2020, ore 15:00 CEST 19ª giornata | Bordeaux | – Annullata | Paris FC | Stade Sainte-Germaine |

| 18 aprile 2020, ore CEST 20ª giornata | Stade Reims | – Annullata | Bordeaux |  |

| Le Bouscat 16 maggio 2020, ore CEST 21ª giornata | Bordeaux | – Annullata | Paris Saint-Germain | Stade Sainte-Germaine |

| 30 maggio 2020, ore CEST 22ª giornata | Guingamp | – Annullata | Bordeaux |  |

### Coppa di Francia
| Arbitro: | Victoria Beyer |

|                                   |                      |                                       |
| Sow 44’                           | Marcatori            | 33’ (rig.) Asseyi                     |
| Thiney Bourdieu Soyer Matéo Butel | Tiri di rigore 4 – 5 | Lavogez Asseyi Lardez Bibault Jaurena |

| Arbitro: | Gabrielle Guillot |

|                                |                      |                                 |
| Fromantin 53’                  | Marcatori            | 41’ Sousa                       |
| Jacques Braunwart Martin Affri | Tiri di rigore 2 – 4 | Jaurena Asseyi Lardez Cascarino |

| Arbitro: | Victoria Beyer |

|                                                     |                      |                                            |
| Petermann 31’ Le Bihan 40’ Toletti 47’              | Marcatori            | 13’, 78’, 80’ Sarr                         |
| Petermann Le Bihan Landeka Puntigam Gauvin Mondésir | Tiri di rigore 5 – 6 | Garbino Asseyi Laurent Jaurena Sarr Lardez |

| Arbitro: | Alexandra Collin |

|             |           |                       |
| Snoeijs 23’ | Marcatori | 55’ Paredes 84’ Bruun |

## Statistiche

### Statistiche di squadra
| Competizione     | Punti | In casa | In casa | In casa | In casa | In casa | In casa | In trasferta | In trasferta | In trasferta | In trasferta | In trasferta | In trasferta | Totale | Totale | Totale | Totale | Totale | Totale | DR  |
| Competizione     | Punti | G       | V       | N       | P       | Gf      | Gs      | G            | V            | N            | P            | Gf           | Gs           | G      | V      | N      | P      | Gf     | Gs     | DR  |
| ---------------- | ----- | ------- | ------- | ------- | ------- | ------- | ------- | ------------ | ------------ | ------------ | ------------ | ------------ | ------------ | ------ | ------ | ------ | ------ | ------ | ------ | --- |
| Division 1       | 37    | 8       | 6       | 1       | 1       | 16      | 4       | 8            | 6            | 0            | 2            | 20           | 8            | 16     | 12     | 1      | 3      | 36     | 12     | +24 |
| Coppa di Francia | -     | 1       | 0       | 0       | 1       | 1       | 2       | 3            | 0            | 3            | 0            | 5            | 5            | 4      | 0      | 3      | 1      | 6      | 7      | -1  |
| Totale           | -     | 9       | 6       | 1       | 2       | 17      | 6       | 11           | 6            | 3            | 2            | 25           | 13           | 20     | 12     | 4      | 4      | 42     | 19     | +23 |

### Andamento in campionato
| Giornata  | 1 | 2 | 3 | 4 | 5 | 6 | 7 | 8 | 9 | 10 | 11 | 12 | 13 | 14 | 15 | 16 | 17 | 18 | 19 | 20 | 21 | 22 |
| --------- | - | - | - | - | - | - | - | - | - | -- | -- | -- | -- | -- | -- | -- | -- | -- | -- | -- | -- | -- |
| Luogo     | C | T | C | T | C | C | T | C | T | T  | C  | T  | C  | C  | T  | T  | C  | T  | C  | T  | C  | T  |
| Risultato | V | V | V | P | P | V | P | V | V | V  | V  | V  | N  | V  | V  | V  | -  | -  | -  | -  | -  | -  |
| Posizione | 1 | 1 | 1 | 3 | 4 | 4 | 4 | 4 | 4 | 3  | 3  | 3  | 3  | 3  | 3  | 3  | -  | -  | -  | -  | -  | -  |

Legenda:

Luogo: C = Casa; T = Trasferta. Risultato: V = Vittoria; N = Pareggio; P = Sconfitta.

### Statistiche delle giocatrici
| Giocatore    | Division 1 | Division 1 | Division 1  | Division 1 | Coppa di Francia | Coppa di Francia | Coppa di Francia | Coppa di Francia | Totale   | Totale | Totale      | Totale     |
| Giocatore    | Presenze   | Reti       | Ammonizioni | Espulsioni | Presenze         | Reti             | Ammonizioni      | Espulsioni       | Presenze | Reti   | Ammonizioni | Espulsioni |
| ------------ | ---------- | ---------- | ----------- | ---------- | ---------------- | ---------------- | ---------------- | ---------------- | -------- | ------ | ----------- | ---------- |
| V. Asseyi    | 16         | 12         | 1           | 0          | 3                | 1                | 0                | 0                | 19       | 13     | 1           | 0          |
| C. Bilbault  | 14         | 0          | 2           | 0          | 2                | 0                | 1                | 0                | 16       | 0      | 3           | 0          |
| R. Bruneau   | 8          | -1         | 0           | 0          | 2                | -5               | 0                | 0                | 10       | -6     | 0           | 0          |
| E. Cascarino | 12         | 0          | 1           | 0          | 4                | 0                | 1                | 0                | 16       | 0      | 2           | 0          |
| D. Chatelin  | 15         | 1          | 0           | 0          | 3                | 0                | 1                | 0                | 18       | 1      | 1           | 0          |
| M. Garbino   | 15         | 0          | 1           | 0          | 3                | 0                | 0                | 0                | 18       | 0      | 1           | 0          |
| V. Gilles    | 16         | 0          | 0           | 0          | 3                | 0                | 0                | 0                | 19       | 0      | 0           | 0          |
| S. Istillart | 10         | 0          | 0           | 0          | 4                | 0                | 0                | 0                | 14       | 0      | 0           | 0          |
| I. Jaurena   | 15         | 0          | 3           | 0          | 4                | 0                | 0                | 0                | 19       | 0      | 3           | 0          |
| G. Karchouni | 15         | 1          | 1           | 0          | 3                | 0                | 1                | 0                | 18       | 1      | 2           | 0          |
| Kathellen    | 6          | 0          | 1           | 0          | 1                | 1                | 0                | 0                | 7        | 1      | 1           | 0          |
| A. Lardez    | 14         | 0          | 0           | 0          | 3                | 0                | 0                | 0                | 17       | 0      | 0           | 0          |
| E. Laurent   | 10         | 1          | 0           | 0          | 2                | 1                | 0                | 0                | 12       | 2      | 0           | 0          |
| C. Lavogez   | 12         | 3          | 2           | 0          | 3                | 0                | 2                | 0                | 15       | 3      | 4           | 0          |
| E. Linari    | -          | -          | -           | -          | 1                | 0                | 0                | 0                | 1        | 0      | 0           | 0          |
| E. Nayler    | 8          | -11        | 0           | 0          | 2                | -2               | 0                | 0                | 10       | -13    | 0           | 0          |
| M. Perea     | 0          | 0          | 0           | 0          | 3                | 0                | 0                | 0                | 3        | 0      | 0           | 0          |
| O. Sarr      | 13         | 5          | 1           | 0          | 3                | 3                | 1                | 0                | 16       | 8      | 2           | 0          |
| K. Shaw      | 15         | 10         | 0           | 0          | 3                | 0                | 0                | 0                | 18       | 10     | 0           | 0          |
| K. Snoeijs   | -          | -          | -           | -          | 1                | 1                | 0                | 0                | 1        | 1      | 0           | 0          |
| C. Surdez    | 2          | 0          | 0           | 0          | -                | -                | -                | -                | 2        | 0      | 0           | 0          |
| J. Thibaud   | 8          | 0          | 0           | 0          | 4                | 0                | 0                | 0                | 12       | 0      | 0           | 0          |